# Le Chevalier Lancelot
Le Chevalier Lancelot (The Adventures of Sir Lancelot) est une série télévisée britannique en 30 épisodes de 26 minutes dont 18 en noir et blanc, créée par Leslie Pointon et diffusée entre le 15 septembre 1956 et le 20 avril 1957 sur ITV. En France, la série a été diffusée, chaque samedi, à partir du 21 octobre 1961 sur R.T.F. Télévision.Rediffusion sur Série club.

## Distribution
- William Russell (VF : René Arrieu) : Sir Lancelot du Lac
- Jane Hyton (VF : Nadine Alari) : Reine Guenièvre
- Ronald Leigh-Hunt (VF : Raymond Loyer) : Roi Arthur
- Robert Scroggins : Brian
- Cyril Smith (VF : Serge Nadaud) : Merlin
- David Morrell : Sir Kay

## Épisodes
1. Le chevalier à la plume rouge (The Knight with the Red Plume)
2. La guerre des châteaux (The Ferocious Fathers)
3. Le chevalier de la reine (The Queen's Knight)
4. Le paria (The Outcast)
5. Victoire ailée (Winged Victory)
6. Sir Bliant (Sir Bliant)
7. Les pirates (The Pirates)
8. L'épée magique (The Magic Sword)
9. Le bannissement de Lancelot (Lancelot's Banishment)
10. Muraille romaine (The Roman Wall)
11. Caledon (Caledon)
12. Vol d'Excalibur (Theft of Excalibur)
13. Titre français inconnu (The Black Castle)
14. Guerre des bergers (Shepherd's War)
15. Le livre magique (The Magic Book)
16. Ruby de Radner (The Ruby of Radnor)
17. Les Vikings (The Lesser Breed)
18. Potion des sorcières (Witches Brew)
19. Sir Crustabread (Sir Crustabread)
20. Pucelle de Somerset (Maid of Somerset)
21. Le Chevalier errant (Knight Errant)
22. Double identité (Double Identity)
23. Lady Lilith (The Lady Lilith)
24. Le pont (The Bridge)
25. Le vilain petit canard (The Ugly Duckling)
26. Choix des chevaliers (Knights Choise)
27. La princesse disparue (The Missing Princess)
28. Titre français inconnu (The Mortaise Fair)
29. Titre français inconnu (The Thieves)
30. Le prince de Limerick (The Prince of Limerick)